# Macropharyngodon negrosensis
Macropharyngodon negrosensis là một loài cá biển thuộc chi Macropharyngodon trong họ Cá bàng chài. Loài này được mô tả lần đầu tiên vào năm 1932.

## Từ nguyên
Từ định danh của loài được đặt theo tên của nơi mà mẫu gốc được phát hiện, đảo Negros của Philippines (hậu tố ensis dùng để chỉ nơi chốn).

## Phạm vi phân bố và môi trường sống
M. negrosensis có phạm vi phân bố tập trung ở Tây Thái Bình Dương, nhưng thưa thớt ở Đông Ấn Độ Dương (được ghi nhận tại đảo Giáng Sinh và một số rạn san hô vòng ngoài khơi cùng như bờ biển Tây Úc). Từ đảo Sumatra, loài này được biết đến ở hầu hết vùng biển các nước Đông Nam Á, trải dài đến một số các quần đảo, đảo quốc thuộc châu Đại Dương (ngoại trừ quần đảo Hawaii); xa nhất là đến quần đảo Samoa; ngược lên phía bắc đến quần đảo Ogasawara và quần đảo Ryukyu (Nhật Bản); phía nam giới hạn ít nhất là đến Sydney (Úc) và đảo Lord Howe.
M. negrosensis sống gần các rạn san hô trên nền đáy cát và đá vụn trong các đầm phá và vùng biển ngoài khơi ở độ sâu đến 32 m.

## Mô tả
M. negrosensis có chiều dài cơ thể tối đa được ghi nhận là 12 cm. Cá cái và cá con có màu đen được phủ chi chít những chấm màu vàng tươi đến màu xanh lục lam (thường dược quan sát là màu trắng ở dưới nước). Vây lưng màu trắng có các vạch sọc đen; vây bụng và vây hậu môn màu đen; vây đuôi trong suốt. Cá đực cũng màu đen với những chấm xanh lục lam phủ dày đặc cơ thể, nhưng đầu có các vệt sọc màu vàng tươi và tím nhạt, rìa trên và dưới của vây đuôi có màu đen; vảy có viền màu sáng nổi bật.
Số gai ở vây lưng: 9; Số tia vây ở vây lưng: 11; Số gai ở vây hậu môn: 3; Số tia vây ở vây hậu môn: 11; Số tia vây ở vây ngực: 12; Số gai ở vây bụng: 1; Số tia vây ở vây bụng: 5.

## Sinh thái
Thức ăn của M. negrosensis là các loài thủy sinh không xương sống nhỏ ở tầng đáy. Chúng thường hợp thành những nhóm nhỏ, bơi gần đáy hoặc bơi theo cặp.